# تافاري بنتي
العميد تافاري بنتي (بالأمهرية: ተፈሪ በንቲ)‏ ; ( 11 أكتوبر 1921 - 3 فبراير 1977)  كان ضابطًا عسكريًا وسياسيًا إثيوبيًا شغل منصب رئيس دولة إثيوبيا من عام 1974 إلى عام 1977 في دوره كرئيس ثانٍ للدرج ، المجلس العسكري الحاكم لأثيوبيا. وكان لقبه الرسمي رئيس المجلس الإداري العسكري المؤقت.

## ملحوظات
1. 1 2 3 4 5  Emmanuel K. Akyeampong; Henry Louis Gates, Jr., eds. (2012), Dictionary of African Biography (بالإنجليزية), New York City: Oxford University Press, OL:24839793M, QID:Q46002746
2. ↑   http://www.mcnbiografias.com/app-bio/do/show?key=benti-tafari. {{استشهاد ويب}}: |url= بحاجة لعنوان (مساعدة) والوسيط |title= غير موجود أو فارغ (من ويكي بيانات) (مساعدة)
3. ↑  "Benti, Tafari (1921-1977). » MCNBiografias.com". www.mcnbiografias.com. مؤرشف من الأصل في 2023-09-03. اطلع عليه بتاريخ 2020-12-15.

قالب:President of Ethiopia
| المناصب السياسية | المناصب السياسية                    | المناصب السياسية       |
| ---------------- | ----------------------------------- | ---------------------- |
| سبقه أمان عندوم  | Head of State of Ethiopia 1974-1977 | تبعه منغستو هيلا مريام |